# Gesellschaft Österreichischer Kakteenfreunde
Gesellschaft Österreichischer Kakteenfreunde (Societat d'amics de cactus austríacs) va ser fundada el 1930 per promoure les plantes suculentes. Està dividit en associacions ramificades, que actuen com a associacions independents, i actualment compta al voltant de 1.000 membres.
Com a publicació, la societat ofereix juntament amb la Deutschen Kakteen-Gesellschaft i la Schweizerische Kakteen-Gesellschaft, entre d'altres, la revista mensual Kakteen und andere Sukkulenten.